# Новоуфимская
Новоуфимская — деревня в Аромашевском районе Тюменской области России, входит в состав Новопетровского сельского поселения.

## География
Находится примерно в 190 км от Тобольска. Автобусное сообщение. Рядом протекает река Вагай.

## Население
| 1989 | 2002 | 2010 |
| ---- | ---- | ---- |
| 262  | ↘174 | ↘150 |